# Красноярское высшее командное училище радиоэлектроники ПВО

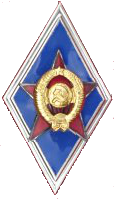
Нагрудный знак,
ВС СССР,
за окончание военно-учебного заведения — высших военных училищ и военных институтов.

Красноярское высшее командное училище радиоэлектроники ПВО (сокращённо КВКУРЭ ПВО или Красноярское ВКУРЭ ПВО) — высшее военное учебное заведение профессионального образования, для подготовки офицерских кадров Радиотехнических войск ВС СССР и ВС РФ c 1949 года по 1998 год.
Являлось старейшим учебным заведением по подготовке офицеров радиотехнических войск.

## История
Училище было основано 31 августа 1949 года на базе Минского артиллерийского подготовительного училища в городе Гомеле.
13 мая 1950 года генералом Осиповым А. А. вручено Боевое знамя.
10 сентября 1950 года состоялся первый выпуск 280 лейтенантов.
В 1953 году часть личного состава была направлена на формирование Ставропольского и Вильнюсского радиотехнических училищ войск ПВО страны.
Училище расформировано в 1998 году в соответствии с Постановлением Правительства РФ от 29 августа 1998 года. Последний выпуск состоялся 7 марта 1999 года.
Одним из правопреемников училища является Военно-инженерный институт Сибирского федерального университета, которому в 2009 году была торжественно вручена копия знамени Красноярского высшего командного училища радиоэлектроники ПВО.

## Начальники училища
- генерал-майор ИТС Париков, Пётр Зиновьевич (1949—1954)
- генерал-майор Грибакин, Павел Сергеевич (1954—1956)
- инженер-полковник Хахалев, Владимир Дмитриевич (1956—1958)
- полковник Коноваленко, Иван Павлович (2 января 1959 — 15 августа 1959)
- генерал-майор Платонов, Иван Георгиевич (1959—1964)
- полковник Волошин, Василий Никитович (1964—1966)
- генерал-майор Шинкаренко, Ефим Фадеевич (1966—1971)
- генерал-майор Матвеев, Степан Федотович (1971—1978)
- генерал-майор Комиссаров, Виктор Алексеевич (1978—1984)
- генерал-майор Кухта, Николай Данилович (1984—1985)
- генерал-майор Горшков, Игорь Константинович (1985—1987)
- генерал-майор Бондал, Станислав Ильич (1987—1996)
- генерал-майор Ивченко, Николай Петрович (1996—1999)

## Известные выпускники

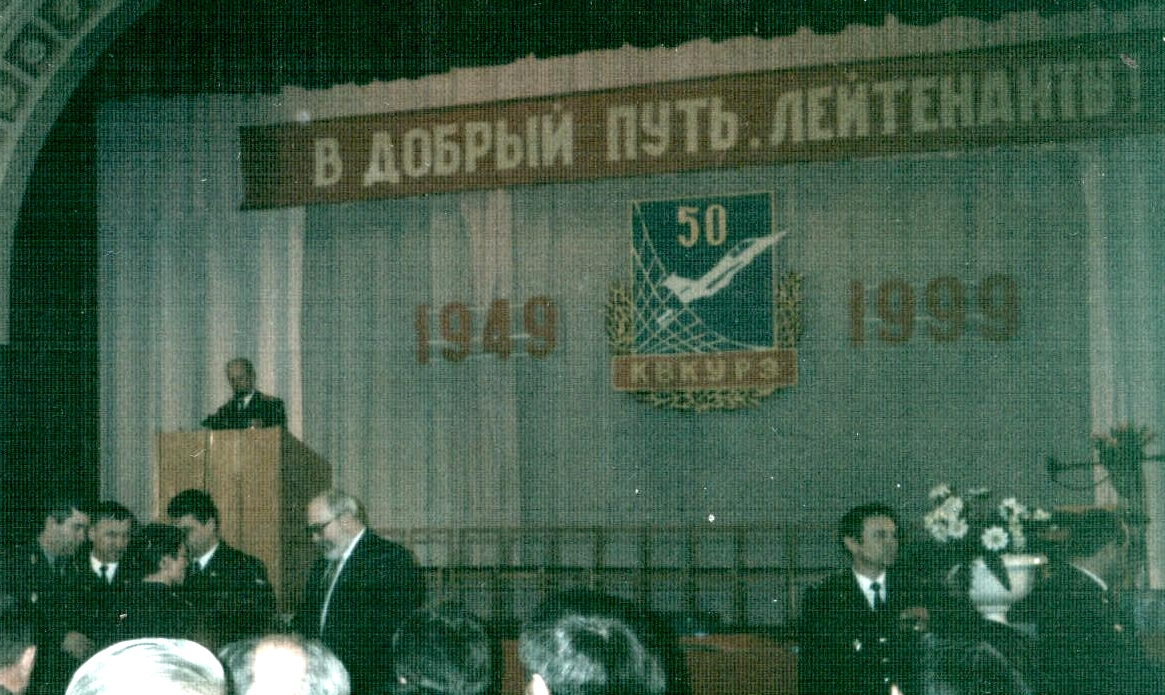
Последний выпуск КВКУРЭ ПВО 7 марта 1999 г.

- Акулинин, Анатолий Иванович — генерал-майор ВС РФ, почётный радист России[3]
- Бондарчук, Борис Константинович
- Бондал, Станислав Ильич — начальник училища в 1987—1996 годах
- Бояринцев, Анатолий Владимирович — начальник радиотехнических войск ВВС РФ[4] в 2006—2010 годах
- Гоков, Николай Алексеевич
- Горелов, Илья Павлович
- Зайцев, Александр Петрович
- Ивченко, Николай Петрович — начальник училища в 1996—1999 годах
- Климов, Леонид Ильич
- Крупин, Александр Андреевич
- Кураченко, Павел Павлович — генерал-лейтенант ВС РФ, командующий войсками противовоздушной и противоракетной обороны ВКО[5]
- Мигунов, Василий Федорович — командующий РТВ ПВО в 1992—1998 годах
- Перов, Владимир Ильич
- Смирнов, Виктор Михайлович
- Сорокин, Николай Ильич

## Оснащение
В военном училище работал вычислительный центр. Эксплуатировались ЭВМ ЕС-1036м и СМ-1420.